# Villa Somalia
Villa Somalia (in somalo: Villa Soomaaliya; in arabo: فيلا الصومال) è la residenza ufficiale del Presidente della Repubblica Somala. Il complesso residenziale ospita altresì diverse funzioni del Governo federale.

## Storia
Villa Somalia fu costruita dagli Italiani durante il periodo coloniale, ai tempi della Somalia italiana.
Il 20 settembre 1985 vi si tenne uno storico incontro tra il Presidente somalo Siad Barre e il Presidente del Consiglio italiano Bettino Craxi.
La sera del 27 gennaio 1991 la residenza fu attaccata dagli oppositori di Barre, che si dette alla fuga. Successivamente, nel corso della guerra civile, il palazzo fu posto sotto l'influenza del generale Mohammed Farah Aidid.
Nel 2007 il Presidente Abdullahi Yusuf Ahmed è tornato ad insediarsi presso Villa Somalia. Nel gennaio 2015, tuttavia, i costanti attacchi del gruppo terrorista Al-Shabaab hanno indotto il Presidente Hassan Sheikh Mohamud a stabilirsi fuori dal complesso residenziale.